# Gullspångslaxen
Gullspångslaxen som leker i Gullspångsälven i Sverige är en av få laxstammar som lever hela sitt liv i sötvatten. Det är också en laxstam som är starkt hotad och projekt pågår för att försöka rädda den för framtiden. Älven där laxen leker, från Gullspångs kraftverk ned till mynningen via Åråsforsarna, är ett Natura 2000 område - det vill säga att det ingår i ett europeiskt nätverk av särskilt värdefulla naturområden.